# Pamphagella thoracica
Pamphagella thoracica är en insektsart som beskrevs av Marius Descamps och Wintrebert 1966. Pamphagella thoracica ingår i släktet Pamphagella och familjen gräshoppor. Inga underarter finns listade i Catalogue of Life.